# Distretto di Bang Lamung
Il distretto di Bang Lamung (in thailandese: บางละมุง) è un distretto (amphoe) della Thailandia, situato nella provincia di Chonburi.